# Exoneura angophorae
Exoneura angophorae är en biart som beskrevs av Cockerell 1912. Exoneura angophorae ingår i släktet Exoneura och familjen långtungebin. Inga underarter finns listade i Catalogue of Life.

## Bildgalleri

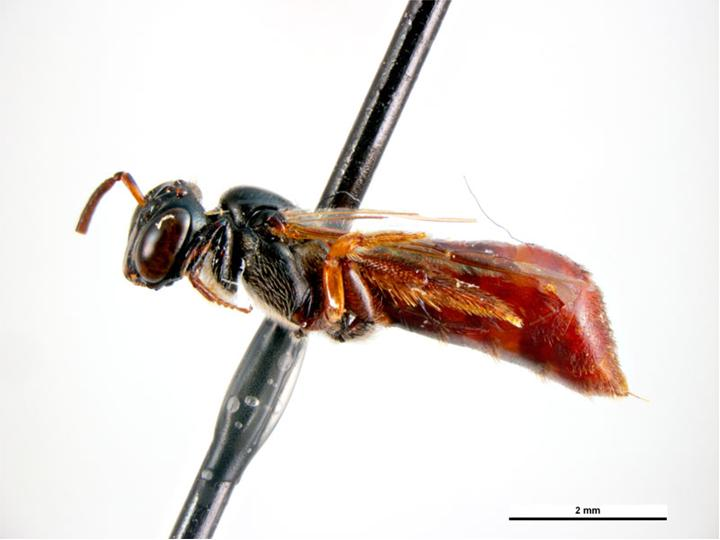
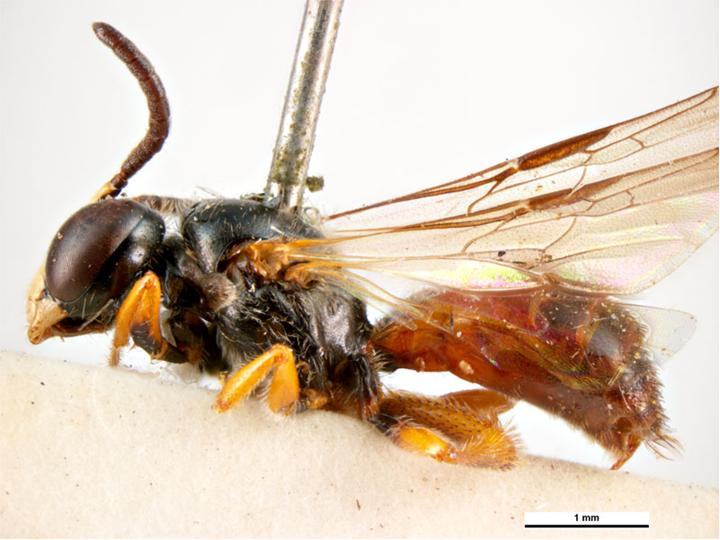